# Ateuchus vigilans
Ateuchus vigilans är en skalbaggsart som beskrevs av Lansberge 1874. Ateuchus vigilans ingår i släktet Ateuchus och familjen bladhorningar. Inga underarter finns listade.